# Santa Bibiana

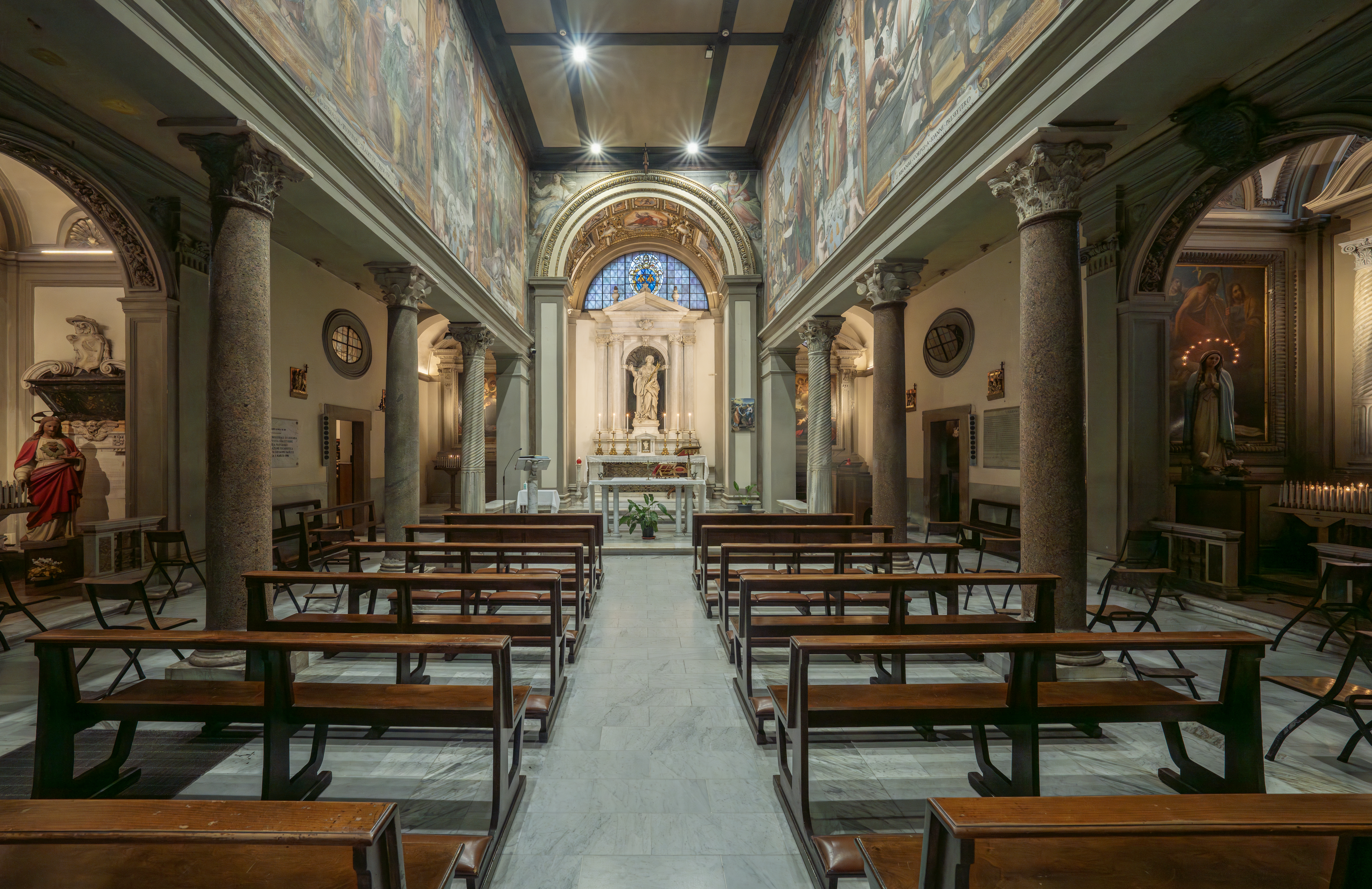
Interiér kostela

Santa Bibiana je římský kostel zasvěcený svaté Bibiáně. Jeden z nejstarších římských kostelů stojí u nádraží Termini, obklopen zástavbou ve čtvrti Esquilino.

## Historie
Kostel dal postavit papež Simplicius roku 467, roku 1224 jej papež Honorius III. dal obnovit. Současné průčelí budovy pochází z let 1624-1626, kdy je na objednávku papeže Urbana VIII. přistavěl architekt Gian Lorenzo Bernini v barokním stylu.

## Popis
Kostel je trojlodní, dělený starověkými sloupy. První sloup vpravo od vchodu je ten, u kterého při bičování zemřela svatá Bibiána.
V jednom z výklenků stojí socha této patronky, vytvořená na objednávku papeže Urbana VIII. Berninim roku 1626. Pravá ruka sochy se opírá o sloup, v levé drží palmový list.
Na stěnách jsou fresky od Pietra da Cortony a Agostina Ciampelliho. Pod hlavním oltářem jsou v alabastrové urně uloženy ostatky Bibiány a její rodiny.